# 脱古思帖木儿
脱古思帖木儿（1342年3月7日—1388年11月1日），是北元第三位君主，第十七位蒙古大汗，也是最後一任北元皇帝，史称北元末主，或以他的年号天元称为天元帝。根据元明史籍记载來看，他應是元昭宗愛猷識理達臘的弟弟。明代《北虜始末志》記載，脫古思帖木兒繼位前是益王。1378年5月13日—1388年11月1日在位，在位10年。
根据史书记载的继承次序，脱古思帖木儿应该就是蒙古语史料中的兀思哈勒可汗或烏薩哈爾汗。《蒙古源流》和《新元史》等史料记载他是必里克图可汗（愛猷識理達臘）的弟弟，这和《元史》中记载愛猷識理達臘的弟弟均早亡的敘述有所不同。他的蒙古文称号是烏薩哈爾汗。无汉文廟號与諡號。胡和温都尔在《蒙古可汗世系录》一文中称庙号为“益宗”，未列史源。

## 身世爭議
脱古思帖木儿的父亲是元順帝妥懽貼睦爾，长兄是元昭宗愛猷識理達臘。曾有观点以为脱古思帖木儿是元昭宗的儿子。然而《蒙古源流》记载兀思哈勒可汗（脫古思帖木兒）生于壬午年（1342年）。《黄史》记载他三十岁即位，照此推算生年约为1349年。而明代王世贞《北虏始末志》记“次子益王特古斯特穆尔立” 。这些记载都和兀思哈勒可汗是愛猷識理達臘（生于1339或1340年）之子的推断矛盾。由于汉籍《元史》对元昭宗的兄弟记载缺失，其兄弟的事迹仅见于朝鲜人所著《高丽史》，故综合蒙古文和其他汉语文言文史书记载，脱古思帖木儿应为元昭宗之弟。

## 生平
他於1378年5月即位，1379年农历六月改年号为天元。
1381年12月，明军进攻云南，天元三年十二月二十二日（1382年1月6日），镇守云南的元梁王把匝剌瓦尔密兵败自杀，天元四年闰二月二十三日（1382年4月7日），明将蓝玉、沐英攻克大理城，元朝大理总管段世投降明军，明朝平定云南，元朝在云南的统治结束。
从1254年元宪宗的皇弟忽必烈（后继位为元世祖）灭大理国，到1382年明军击败元军夺取云南，元朝统治云南地区长达128年。
1371年，元朝辽阳行省平章刘益降明，明朝占領辽宁南部。然而其餘东北地区仍由元朝太尉纳哈出控制，纳哈出屯兵二十万于金山（今辽宁省昌图金山堡以北辽河南岸一带），自持畜牧丰盛，与明军对峙了十几年，多次拒绝明朝的招抚，经常派军至明朝塞下。1380年，沐英北征，北元兵败和林。1381年，又被徐达袭击，损失严重。1387年，冯胜、傅友德、蓝玉等人發動第五次北伐，目标是攻占纳哈出的金山。经过多次战争，1387年10月，纳哈出率军二十万投降蓝玉，明朝占領东北地区，北元失去右翼主力。
天元十年四月十二日（1388年5月18日），明军将领蓝玉在捕鱼儿海（今贝尔湖）附近大败元军，俘虏脱古思帖木儿次子地保奴及妃主五十余人、渠率三千、男女七万余，马驼牛羊十万。脱古思帖木儿和长子天保奴、知院捏怯来、丞相失列门等数十骑逃走。
天元十年十月初三日（1388年11月1日），元天元帝與長子天保奴被也速迭兒派遣的大王火兒忽答孫、王府官孛羅擄獲，最後被用弓絃縊殺；國公老撒、知院捏怯來、丞相失列門派遣右丞火兒灰、副樞以剌哈、尚書答不歹等人率其部屬三千人投降明朝。也速迭兒奪走了元天元帝的印璽，並廢除大元國號，在哈拉和林自立為汗，稱蒙古可汗（明朝稱韃靼可汗），也不再使用帝號、年號，北元滅亡。
脱古思帖木儿的去世使得合法的元朝皇帝已不復存在，也讓忽必烈家族喪失了在蒙古人中至高無上的的地位，大多數蒙古部落因此宣布脫離黃金家族而獨立，蒙古各部又回到了爭奪蒙古帝國大汗寶座的紛爭當中。

## 家族成員

### 兒子
- 长子：天保奴，1388年11月被也速迭兒所杀。
- 次子：地保奴，1388年5月18日被明军俘虏，明太祖赐给地保奴等人钞币，命有司照顾他们的饮食起居。后来有人告发蓝玉曾经侮辱被俘虏的元朝皇妃，明太祖大怒，元朝皇妃因为羞惭和恐惧而自杀。地保奴对此不满，口出怨言，于是在1388年8月8日，明太祖下令将地保奴远迁到琉球安置。[17]

## 相關影視作品

### 電視劇
| 年份   | 電視台     | 作品     | 演員       |
| 2014年 | 蒙古电视台 | 群王时代 | 蒙克鐵木爾 |

### 引用
1. ↑   Sh T︠S︡ėen-Oĭdov. B Bi︠a︡mbazhav , 编. . 蒙古國: "Mȯnkhiĭn U̇sėg" KhKhK. 2002年: 第129頁 （蒙古语）.
2. 1 2  胡和温都尔. . 中国蒙古史学会论文选集（1981） (中華人民共和國: 內蒙古人民出版社). 1986年: 第74頁. （原始内容存档于2022-01-02） （中文）. 乌萨哈尔可汗，必力克图可汗的弟弟，名脱古思帖木儿。生于一三四二年（(至正二年、壬午年）。于一三七九年（己未年） ，即可汗位，时年三十八岁。诏改明年为天元元年。于一三八八年（戊辰年）十月，被也速迭儿缢死。在位十年，享年四十七岁。谥号益宗，蒙古语称乌萨哈尔可汗。
3. ↑  鄭天挺; 吳澤. . 中華人民共和國: 上海辭書出版社. 2007年8月1日: 第2669頁. ISBN 9787532622740. （原始内容存档于2022年1月2日） （中文）. 脫古思帖木兒（1342-1388）明代蒙古可汗。元順帝妥懂帖睦爾之子。洪武二年（1379）即汗位，號烏薩哈爾汗，年號天元。明太祖致書勸降，不從。次年，被明將沐英擊敗於和林（今蒙古國烏蘭巴托西南）。十四年，又遭明將徐達襲擊，損失慘重。二十一年，與明將藍玉所率十五萬軍戰於捕魚兒海（今貝爾湖），兵敗，僅惜數十騎脫走，行至土刺河，為蒙古別部領主也速迭兒襲殺。廟號益宗。
4. ↑  盛昱. . （原始内容存档于2022-02-22） （中文）. 必里克圖汗者，哲宗也。按譜，惠宗殂，哲宗繼立，是即愛育識里達臘，改元宣光，洪武十一年六月殂。傳位脫古斯帖木兒，改元天元，譜中之烏薩哈爾汗也。
5. ↑  “脫古思帖木兒”见《明史》；《华夷译语》作“脱忽思帖木儿”。波斯文史书《突厥系谱》等作，见Shajrat Ul Atrak: Or the Genealogical Tree of the Turks and Tatars（英文译本）第218页。蒙古文史书《蒙古源流》原文没有这一名字，满译本把蒙古语殿本译为满语：，转写：tegus temur han，见Haenisch转写Monggo han sai da sekiyen（1933年）第62页
6. ↑  《明史·鞑靼列传》记载“愛猷識理達臘卒，太祖自為文，遣使弔祭。弟脫古思帖木兒繼立”。《明实录》有类似记载，而蒙古源流及新元史亦记载是其弟。
7. ↑  王世貞《北虜始末志》（載於《弇州山人四部稿》卷八十）：“愛猷識里達臘立，……凡十一年而殂，謚曰昭宗。次子益王脫古思帖木兒立”。
8. ↑  《元史·宗室世系表》记载：“順皇帝，三子：長皇太子愛猷識理達臘，餘二子，蚤世。”
9. ↑  自元昭宗以後，所有北元君主皆不自稱皇帝，只自稱可汗。漢文的廟號與諡號也不再有。黎東方. 《細說元朝》. 二六 〈蒙古可汗與元朝皇帝的名單〉.傳記文學出版社 . 1981年: 第215頁.
10. ↑  王世贞.  . 维基文库. 南京 （中文）.
11. ↑  宝音德力根. 〈15世纪中叶前的北元可汗世系及政局〉. 载《蒙古史研究》第六辑. 内蒙古大学出版社. 2000年.
12. ↑  《明史·太祖本纪》夏四月丙辰，藍玉襲破元嗣君於捕魚兒海，獲其次子地保奴及妃主王公以下數萬人而還。五月甲戌朔，日有食之。六月甲辰，信國公湯和歸鳳陽。甲子，傅友德為征南將軍，沐英、陳桓為左、右副將軍，帥師討東川叛蠻。
13. ↑   董倫. . : 第2909頁–第2910頁 （中文）. 丙午，故元國公老撒、知院捏怯來、丞相失烈門於耦兒千地，遣右丞火兒灰、副樞以剌哈、尚書答不歹等率其部三千人至京進馬乞降，命錦衣衛指揮答兒麻失里賫白金綵叚往賜之初，虜主脫古思帖木兒在捕魚兒海為我師所敗，率其餘眾欲還和林，依丞相咬住行至土剌河，為也速迭兒所襲擊，其眾潰散，獨與捏怯來等十六騎遁去，適遇丞相咬住、太尉馬兒哈咱領三千人來迎又以，濶濶帖木兒人馬眾多，欲往依之會天大雪三日不得發，也速迭兒遣大王火兒忽答孫、王府官孛羅追襲之獲，脫古思帖木兒以弓絃縊殺之，并殺其太子天保奴，故捏怯來等恥事之遂率其眾來降。
14. ↑   張廷玉.  （中文）. 脫古思帖木兒既遁，將依丞相咬住於和林，行至土剌河，為其下也速迭兒所襲，眾復散，獨與捏怯來等十六騎偕。適咬住來迎，欲共往依闊闊帖木兒，大雪不得發。也速迭兒兵猝至，縊殺之，並殺天保奴。於是捏怯來、失烈門等來降。
15. ↑  李伯重. . 中華民國: 聯經出版事業公司. 2019年10月9日. ISBN 9789570853933. （原始内容存档于2022年1月18日） （中文）. 1388年，也速迭兒汗殺死北元皇帝，廢棄大元國號，自立為汗，稱蒙古可汗，明人稱韃靼可汗。
16. ↑  白㿟皛. . 中華人民共和國: 民族出版社. 2003年7月1日: 第346頁. ISBN 7105055456. （原始内容存档于2022年1月18日） （中文）. 脫古思帖木兒一行西逃和林，行至土刺河，遇到也速迭兒率兵襲擊。脫古思帖木兒被擒，以弓弦縊死。太子天寶奴同時遇難。也速迭兒奪了脫古思帖木兒的印璽，在和林自立為汗。他是元世祖忽必烈的弟弟阿里不哥的後裔。阿里不哥當年激烈地同忽必烈爭奪帝位，又是反對使用漢法的貴族保守勢力的代表。也速迭兒奪位，取消「大元」的國號，不建漢語年號。北元及其宮廷的歷史至此落下帷幕。
17. ↑  《明史·太祖本纪》；《球阳记事·卷之一》察度王：“三十九年，太祖所获元主次子地𪜰奴发流我国。”

| 王室頭銜                             | 王室頭銜                                                                        | 王室頭銜               |
| ------------------------------------ | ------------------------------------------------------------------------------- | ---------------------- |
| 元昭宗愛猷識理達臘                   | 蒙古大汗 1378年—1388年                                                          | 卓里克圖汗也速迭兒     |
| 元昭宗愛猷識理達臘                   | 大元皇帝 1378年—1388年 长城以北的草原地区中國皇帝 1378年—1388年                 | 無（被卓里克圖汗廢除） |
| 元昭宗愛猷識理達臘                   | 漠南地区和东北地区中國皇帝 1378年—1387年                                        | 明太祖朱元璋           |
| 元昭宗愛猷識理達臘                   | 云南以及漠南地区和东北地区中國皇帝 1378年—1382年 云南地区中國皇帝 1378年—1382年 | 明太祖朱元璋           |
| 空缺上一位持有相同頭銜者：浑都帖木儿 | 益王 1353年—1378年                                                              | 無（被卓里克圖汗廢除） |